# ФК Слобода Грбице
ФК Слобода Грбице је фудбалски клуб из Доњих Грбица, Град Крагујевац, и тренутно се такмичи у Првој лиги крагујевца, четвртом такмичарском нивоу српског фудбала. Клуб је основан 1946. године.

## Новији резултати
| Сезона   | Ранг | Лига                  | Позиција | ИГ | Д  | Н | П  | ГД  | ГП | ГР   | Бод | Куп                  |
| -------- | ---- | --------------------- | -------- | -- | -- | - | -- | --- | -- | ---- | --- | -------------------- |
| 2010/11. | 4    | Прва лига Крагујевца  | 1.       | 34 | 29 | 3 | 2  | 123 | 21 | +102 | 90  | Није се квалификовао |
| 2011/12. | 5    | Зона Морава           | 2.       | 28 | 20 | 3 | 5  | 47  | 21 | +26  | 63  | Није се квалификовао |
| 2012/13. | 5    | Зона Морава           | -        | -  | -  | - | -  | -   | -  | -    | -   | Није се квалификовао |
| 2021/22  | 5    | Шумадијско-рашка зона | 12       | 24 | 5  | 1 | 18 | 17  | 75 | -58  | 16  | Није се квалификовао |
| 2022/23  | 4    | Прва лига Крагујевца  | 8        | 26 | 10 | 2 | 14 | 44  | 68 | -24  | 32  | Није се квалификовао |
| 2023/24  | 4    | Прва лига Крагујевца  | 11       | 24 | 7  | 4 | 13 | 39  | 57 | -18  | 25  | Није се квалификовао |
| 2024/25  | 4    | Прва лига Крагујевца  | 6        | 26 | 10 | 6 | 10 | 34  | 31 | 3    | 36  | Није се квалификовао |
| 2025/26  | 4    | Прва лига Крагујевца  |          |    |    |   |    |     |    |      |     |                      |

## ТРЕНУТНА ПОСТАВА

### ГОЛМАНИ:
Јаковљевић Богдан (26) ЗАМЕНИК КАПИТЕНА

### ОДБРАНА:
Вујичић Никола (2)
Гавриловић Никола (3)
Николић Марко (5)
Данић Богдан (14)
Васиљевић Ђорђе (4)
Јовановић Стефан (13)
Андрејевић Миљан
Михајло Бабовић

### ВЕЗНИ РЕД:
Павловић Лазар (26)
Пантовић Михајло (8)
Арсенијевић Дејан (18)
Беговић Никола (10) КАПИТЕН

### НАПАД:
Димитријевић Дејан (11)
Тодорчевић Марко (7)
Радојичић Андрија (17)
Јовановић Јован (15)
Милановић Милун (9)